# Герье, Эдмон
Эдмон Гассо Шото Ле Герье (фр. Edmоnd Gasseau Choteau Le Guerrier; 16 января 1840 — 1 января 1921) — метис франко-индейского происхождения, выживший после резни у Сэнд-Крик. Работал переводчиком на правительство США, позднее владел ранчо в Оклахоме.

## Биография
Эдмон Герье родился 16 января 1840 года в лагере шайеннов на реке Смоки-Хилл на территории современного американского штата Канзас. Его отец, Вильям Герье, происходил из французских креолов и родился в 1812 году в городе Сент-Луис. Работая у торговца пушниной Уильяма Бента, он познакомился с шайеннской девушкой по имени Та-та-тойс-нех, которая стала его женой и матерью Эдмона Герье. Она была из группы вутапиу, вождём которой был Маленькая Скала.  В 1848 году отец Эдмона прекратил работать на Бента и в партнёрстве с Сетом Эдмундом Уордом стал лицензированным торговцем в районе верховьев рек Платт и Арканзас, позже, он управлял торговым постом, расположенным около реки Платт.
Мать Герье и его младший брат умерли во время эпидемии холеры в 1849 году. В 1851 году Герье начал обучение в католической миссионерской школе близ современного города Сент-Мэрис, штат Канзас, а позднее поступил в Сент-Луисский университет. После смерти отца в 1857 году он ушёл из университета и вернулся жить к людям своей матери, южным шайеннам, среди которых был известен под именем Краснохвостый Ястреб. 29 ноября 1864 года Герье находился в лагере южных шайеннов и южных арапахо на реке Сэнд-Крик. Когда полковник Джон Чивингтон, и его отряд из 700 добровольцев из Колорадо, напали на индейский лагерь, он смог спастись и помог добраться своему другу Джорджу Бенту до ранчо его отца. После заключения мирного договора между шайеннами и американскими властями, Герье смог предоставить свой отчёт о бойне на Сэнд-Крик на английском языке.
Примерно через год после резни у Сэнд-Крик он женился на дочери Уильяма Бента, Джулии. Герье работал переводчиком в Министерстве внутренних дел США и присутствовал в этом качестве на мирных переговорах в 1865 году у реки Литл-Арканзас. В 1867 году служил у Джорджа Армстронга Кастера и был переводчиком во время переговоров по договору Медисин-Лодж между американскими властями и шайеннами и арапахо. В 1868—1869 годах был скаутом 5-го кавалерийского полка, позже он дал показания под присягой военным США, в которых были указаны воины шайеннов и арапахо, ответственные за рейды на поселения белых американцев. Затем работал на торговую фирму «Lee and Reynolds» в Кэмп-Сапплай. В 1870-х и 1880-х годах он сопровождал делегации шайеннских вождей в Вашингтон в качестве переводчика.
Последние годы своей жизни Эдмон Герье провёл на своём ранчо в Оклахоме, где и скончался 1 января 1921 года. 

## Семья
У Эдмона и Джулии Герье было трое детей — Роза, Уильям и Энни. Один из его внуков, Чарльз Герье, получил ранения в Тихом океане во время Второй мировой войны. Внучка Герье, Энн Пратт Шедлоу или Красивые Крылья, стала уважаемым членом племени южных шайеннов и рассказчиком историй и легенд своего народа, она скончалась 15 ноября 2002 года в возрасте 91 года.

## Память
В честь Герье назван город в штате Оклахома. Поскольку его фамилию было трудно произнести на английском языке, населённый пункт назвали Гири (англ. Geary).